# Роверандом
«Роверандом» (англ. Roverandom) — повесть, написанная Дж. Р. Р. Толкином; впервые рассказана им в 1925 году. В ней описываются приключения щенка Ровера. Волшебник превращает Ровера в игрушку, и Ровер посещает Луну и дно моря, чтобы найти волшебника и попросить превратить его обратно в собаку. Автор написал «Роверандом» для своего сына Майкла Толкина, чтобы отвлечь его от потери любимой игрушки — оловянного щенка.
Произведение написано в тоне детского рассказа, хотя и содержит много отсылок наподобие «Фермера Джайлса из Хэма».
Повесть была подготовлена к печати в 1937 году после успеха «Хоббита», но опубликовали её лишь через шестьдесят лет — в 1998.

## Сюжет
История начинается, когда Ровер укусил мага Артаксеркса за ногу и порвал ему штанину. Со злости маг превращает Ровера в игрушечную собачку. Случайным образом он попадает в магазин игрушек, где его и покупают. Так он попадает к маленькому мальчику, но Ровера не устраивает его маленький размер и отсутствие возможности нормально двигаться, и он решает сбежать домой к своему жёлтому мячику и найти мага.
Когда мальчик прогуливается по пляжу, Ровер выпадает из кармана. На пляже он знакомится с Псаматосом Псаматидесом, который отправляет его с Мью на Луну.

### Луна
На Луне Ровер знакомится с Человеком-на-Луне и его собакой, которую также зовут Ровером. Чтобы не было путаницы, Человек-на-Луне называет Ровера Роверандом. Роверандом вместе с Ровером участвуют во множестве приключений, одним из которых была встреча с Драконом. Человек-на-Луне победил Дракона, но из-за этого затмение наступило раньше, чем положено.
Человек-на-Луне и Роверандом отправляются на противоположную, тёмную сторону Луны. Там был сад, заливаемый солнечным светом, где играли спящие дети. Среди них был маленький мальчик, хозяин Роверандома-игрушки. Роверандом начинает скучать по мальчику и хочет к нему вернуться.
Затем Роверандом вместе с Мью отправляются обратно на Землю, по пути заглядывая на остров собак.

### Море
Попав обратно на пляж к Псаматосу, Роверандом отправляется вместе с китом Юином на дно моря. Там он встречается с морским царём и его дочерью (одной из большого числа), Артексерксом и морским псом Ровером. Артексеркс отказывается разговаривать с Роверандомом и не желает выслушивать его извинения, и всячески его избегает. Так продолжается до тех пор, пока Роверандом случайно не будит Морского Змея.
Тогда во всём обвиняют Артексеркса, который находился в тот момент возле пещеры Морского Змея. Подавленный Роверандом приходит к Артексерксу, желая извиниться за то, что он разбудил Морского Змея, но маг считает, что Роверандом извиняется за брюки, которые он порвал ему ещё в начале истории.
В конце концов, Артексеркс, его жена и Роверандом возвращаются на сушу, и маг возвращает Роверандому его первоначальный вид. Роверандом возвращается домой к мальчику.

## Персонажи

### Главные
Ровер(андом) — главный герой. Белый щенок с чёрными ушами. В начале произведения предстаёт довольно грубым и раздражительным, из-за чего Артаксеркс и превращает его в игрушку. Имя главного героя является «говорящим», как и некоторые другие имена персонажей этой сказки. По мнению переводчика Н. Шантырь, английское «Roverandom» созвучно с «reverence», что переводится как почтение, уважение, а в сочетании с суффиксом «dom» можно перевести как «царство почтительности» — намёк на то, что приключения Ровера приучили его быть вежливым. Однако такое истолкование представляется чрезмерно натянутым, так как буквально, исходя из значения глагола «to rove» — бродить, скитаться (существительное «the rover» — скиталец, странник, бродяга), и прилагательного «random» — случайный, имя щенка переводится на русский язык просто как «случайный бродяга». Это соответствует и смыслу текста — приключениям в которые попадает герой, изначально зовущийся просто Ровером, но получивший дополненное имя от Лунного человека (см. ниже). При переводе имени, к сожалению, неизбежно теряется изящная авторская игра слов, напоминающая другого великого британского сказочника — Льюиса Кэрролла.
Артаксеркс — волшебник, который встречает Роверандома во время отпуска. Носит зелёную шляпу с голубым пером. Прибыл из Персии, но потерялся и теперь живёт в Першоре.
Псаматос Псаматидес — волшебник, живущий на песчаном (др.-греч. ψάμμος — песок) берегу моря, знающий о море всё, притом, что он никогда не погружался в него.
Мью — чайка, которая доставляет Роверандома по лунному пути на Луну.
Человек-на-Луне — величайший из всех магов, создающий сны для детей. Он называет Ровера Роверандомом, чтобы не путать его со своей собакой, которую также зовут Ровером.
Ровер (лунный пёс) — собака Лунного человека.
Дракон — дракон, обитающий на Луне. В отличие от всех остальных драконов, обитающих на Луне, боится Человека-на-Луне «лишь наполовину».
Юин — старейший из Верных Китов.
Ровер (морской пёс) — пёс, живущий на дне моря во дворце морского царя.
Морской Змей — пребывающий долгое время во сне змей, достигающий сотен миль в длину. Когда он был свёрнут в кольца, только одна пещера во всём мире могла его вместить, и она находилась неподалёку от дворца морского царя. Когда Морской Змей шевелился происходили землетрясения.

### Второстепенные
Тинкер — кот, с которым жил Ровер до превращения в игрушку.
Маленький мальчик — мальчик-хозяин Ровера-игрушки. Аллюзия на Майкла Толкина.

### Отсылки к мифологии и истории

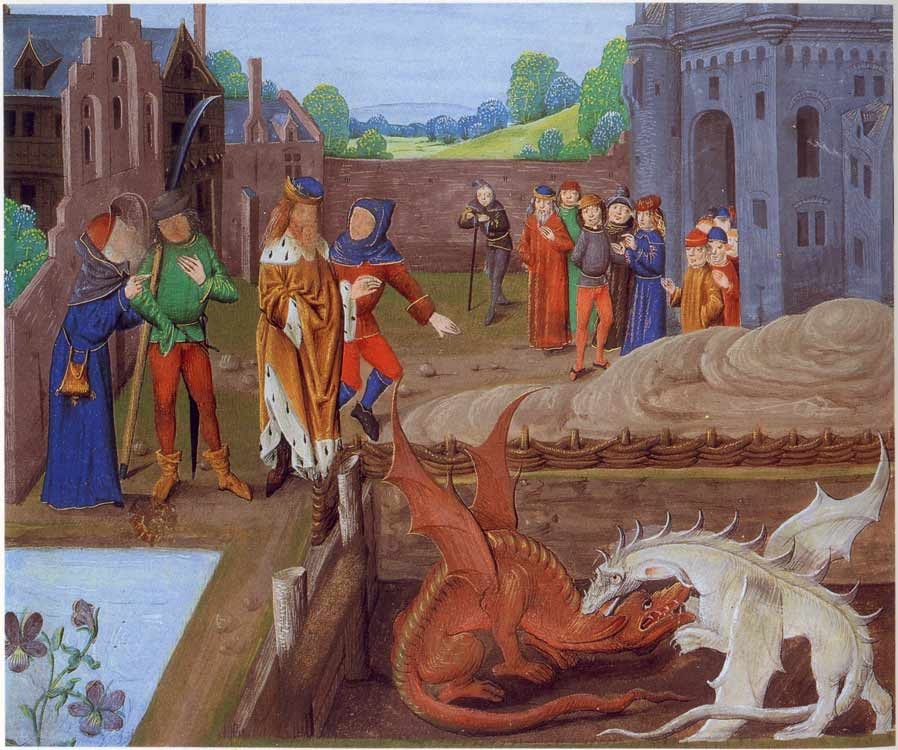
Рисунок XV века из рукописи «Истории королей Британии», изображающий бой между красным и белым драконами

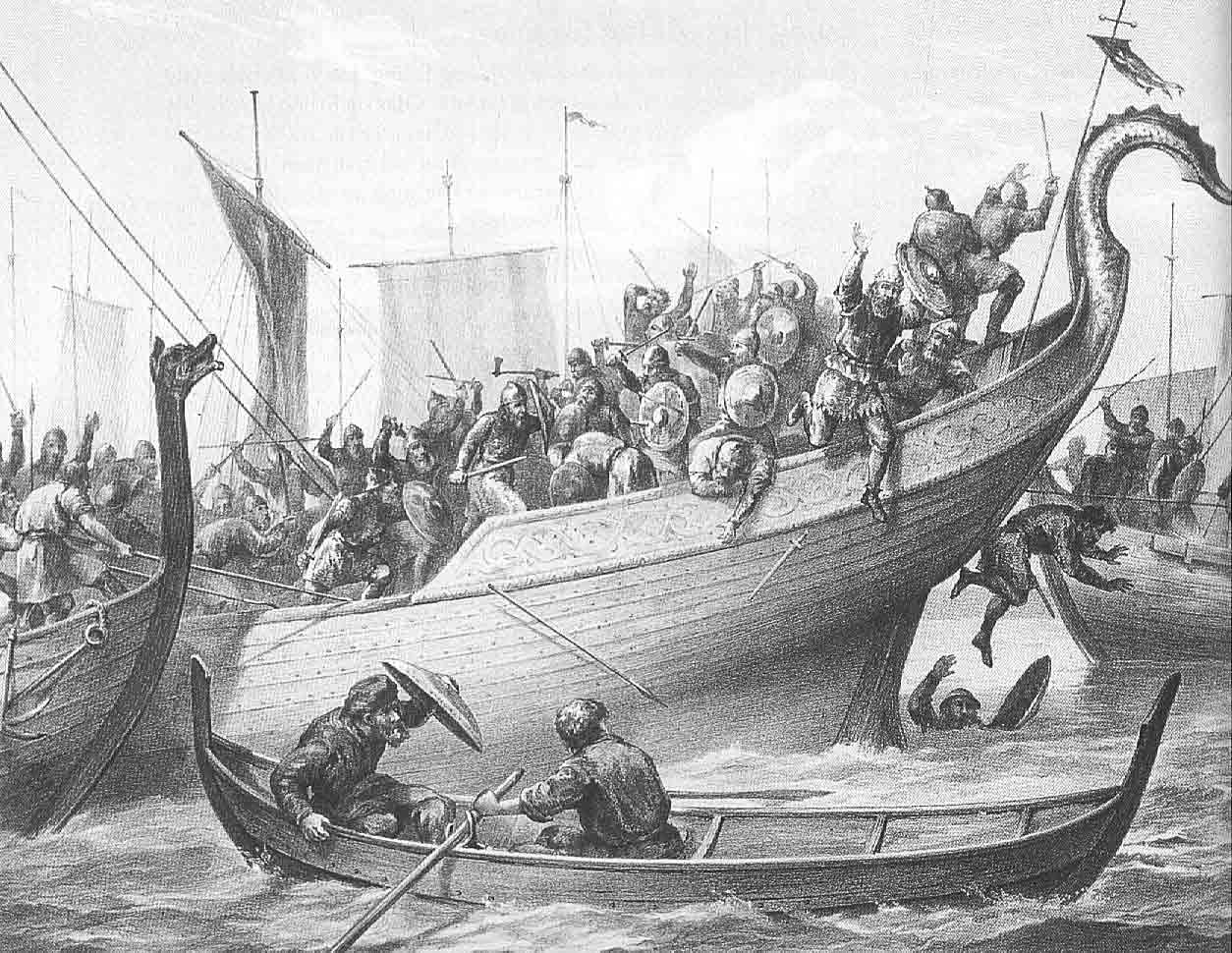
Изображение битвы у Свольдера, во время которой погиб король Олаф Трюггвасон

### Литературные влияния

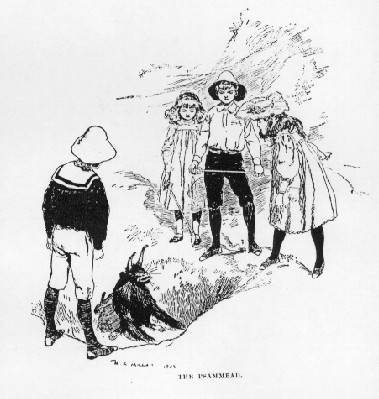
Иллюстрация к роману Эдит Несбит «Пятеро детей и Оно» (1902)